# Palais du Kronprinz
Le palais du Kronprinz (en allemand : Kronprinzenpalais) est un palais de ville de style classique situé à Berlin sur l'avenue Unter den Linden. 

## Histoire
D'abord construit dans un style baroque en 1732 par Gerlach, sur l'emplacement de l'hôtel particulier de Johann Martitz, secrétaire du Cabinet, transformé en palais du gouverneur de Berlin, le palais servit à partir de cette date de résidence officielle pour le prince héritier (Kronprinz en allemand) de Prusse, qui deviendra le roi Frédéric II en 1740. Il le délaissa ensuite pour sa résidence de Potsdam, le fameux palais de Sans-Souci, tandis que son épouse qu'il ne voyait que rarement demeurait au château de Berlin.

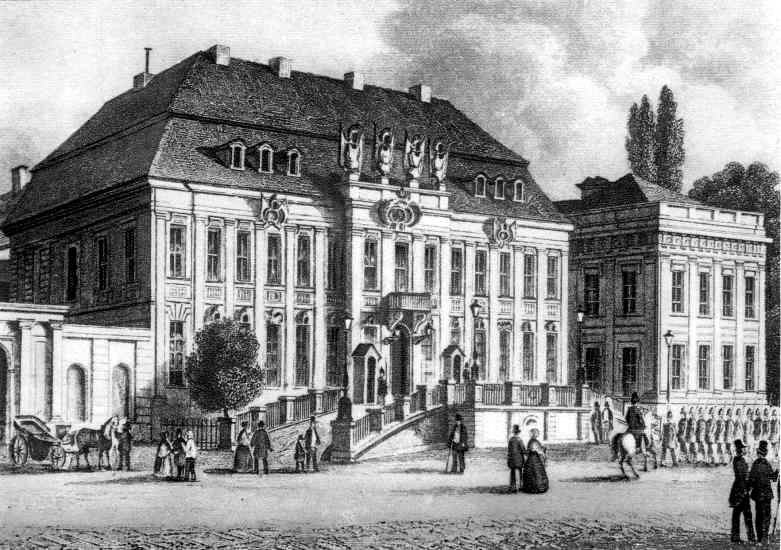
Le palais du Kronprinz avant 1856.

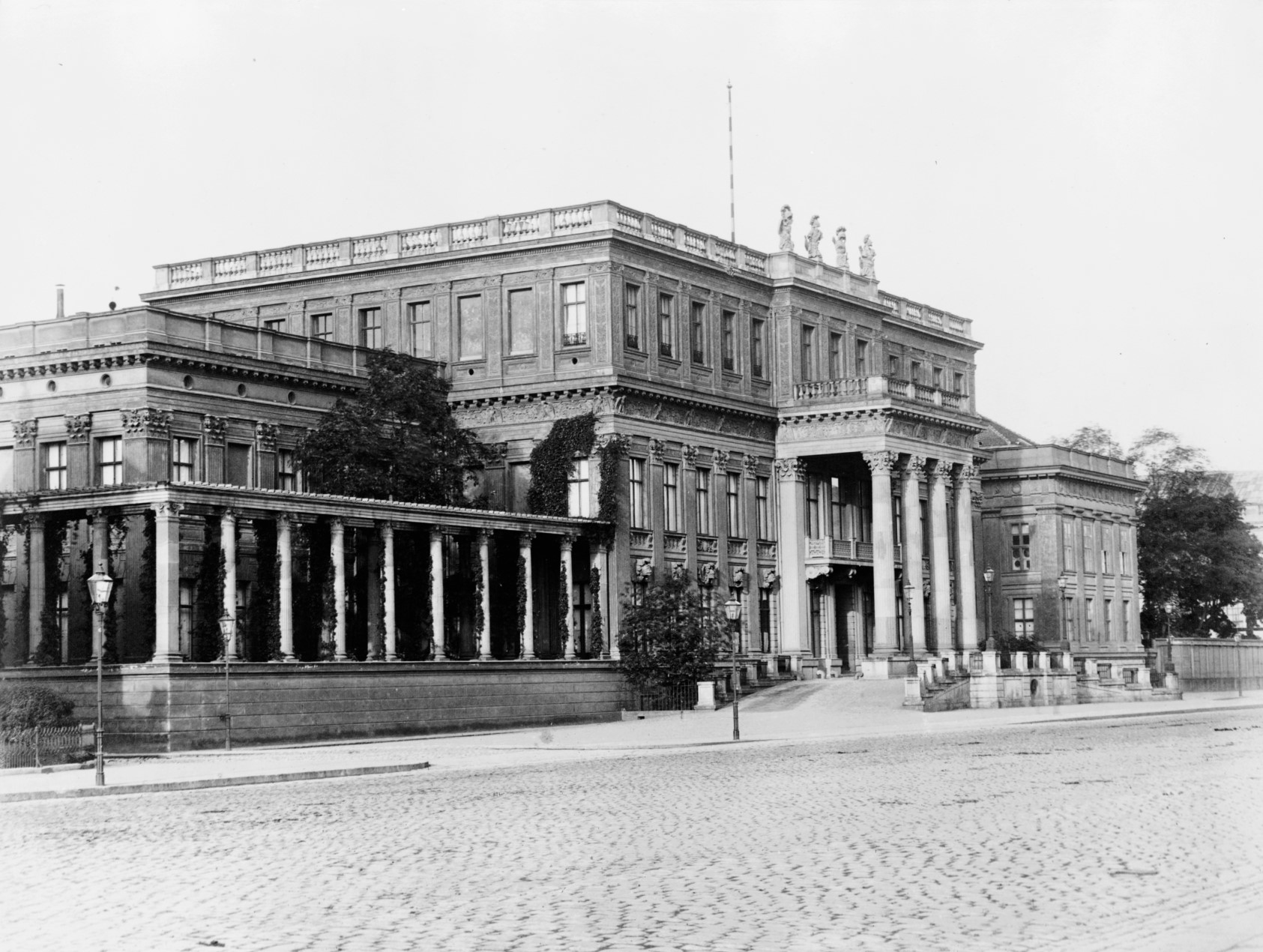
Le palais du Kronprinz à la fin du XIXe siècle.

Le prince héritier Frédéric-Guillaume de Prusse y demeura avec la future reine Louise et sa famille à partir de 1793. Quand il monta sur le trône en 1797, il préféra cette résidence à toutes les autres et y demeura jusqu'à sa mort en 1840. Le jeune architecte, alors inconnu, Schinkel y réaménagea plusieurs salles et Frédéric-Guillaume lui commanda le palais des Princesses pour ses filles, attenant au palais du Kronprinz, et relié à lui par une passerelle passant au-dessus de la Obenwallstraße qui sépare les deux bâtiments.
Le futur Frédéric III de Prusse fit totalement restaurer le palais en 1856, et la façade fut reconstruite dans un style néo-classique tardif par Strack. Il détruisit les mansardes pour rehausser le palais et fit construire une entrée monumentale avec des pilastres colossaux, tandis que le corps du palais était ponctué d'ornementations classiques.
C'est ici que naquit le futur Guillaume II, le 27 janvier 1859. Après la mort de l'empereur d'Allemagne Frédéric III en 1888, sa veuve, l'impératrice-mère Victoria, préféra demeurer au château de Friedrichshof. Le palais retrouva une certaine vie, lorsqu'il devint la résidence d'hiver de 1905 à 1918 de la princesse Cécile, épouse du Kronprinz.
Le palais subit certains dommages pendant la révolution de 1918. Il abrita la collection de la Nationalgalerie de Berlin à partir de 1919. Il abrita alors une collection d'impressionnistes français, des peintures de la Sécession de Berlin et des expressionnistes allemands. De 1933 à 1937, un certain nombre d'œuvres furent confisquées en tant qu'« art dégénéré. » Durant la Seconde Guerre mondiale, le palais héberge l'Académie prussienne des arts (Preußische Akademie der Künste), puisque le palais Arnim (de) qui, jusqu'alors abritait cette dernière fut, en effet, réquisitionné pour devenir le siège de la « Direction de la Construction » (Generalbaudirektion), à la tête de laquelle est placée Albert Speer. Le palais du Kronprinz fut presque entièrement détruit pendant les bombardements de mars 1945.
En 1968-1969, l'architecte Richard Paulick reconstruisit l'édifice, renommé palais Unter den Linden par le régime de la République démocratique allemande (RDA), période pendant laquelle il devint une résidence destinée à accueillir les hôtes de marque de la municipalité de Berlin-Est. C'est en ses murs que fut signé le traité de réunification de la RDA et de la RFA, le 31 août 1990. La capitale allemande elle aussi réunifiée, c'est le Sénat de Berlin qui, dès lors, prit possession des lieux.
Entre 1998 et 2003, il accueillit une partie de la collection du musée historique allemand qui lui fait face, pendant la reconstruction de celui-ci.
Il sert aujourd'hui de lieu d'exposition.